# Catucaba anaterrae
Catucaba anaterrae är en stekelart som beskrevs av Graf, Kumagai och Dutra 1991. Catucaba anaterrae ingår i släktet Catucaba och familjen brokparasitsteklar. Inga underarter finns listade.